# Малая Повалиха
Ма́лая Повали́ха — село в Первомайском районе Алтайского края России. Входит в Журавлихинский сельсовет.

## География
Посёлок находится у одноимённой реки Малая Повалиха, верховья реки Повалиха.

### Климат
Климат континентальный. Продолжительность периода с устойчивым снежным покровом составляет 160—170 дней, абсолютный минимум температуры воздуха достигает −50 °C. Средняя температура января −19,9 °C, июля — +19 °C. Безморозный период длится 110—115 дней, абсолютный максимум температуры воздуха достигает +33-35 °C. Годовое количество атмосферных осадков — 360 мм.
Уличная сеть:
В селе 2 улицы: Центральная и Советская.
Расстояние до:
- районного центра Новоалтайск: 49 км.
- краевого центра Барнаул: 60 км.

Ближайшие населенные пункты
Новоберёзовка 5 км, Журавлиха (Алтайский край) 11 км, Инюшово 12 км, Среднекрасилово 14 км, Степной 15 км, Новомоношкино 16 км, Таловка 17 км, Лебяжье 19 км, Новоповалиха 19 км

## История
Посёлок Малая Повалиха упоминается в составе Белоярской волости (ГААГ Ф29 оп.1 д.1218 списки семей 1910 года), но дата основания посёлка точно не установлена. С началом строительства Алтайской железной дороги многие жители переехали в село Повалиха.
До 2022 года село входило в Новоберёзовский сельсовет.

## Население
| 1997 | 1998 | 1999 | 2000 | 2001 | 2002 | 2003 | 2004 | 2005 | 2006 |
| ---- | ---- | ---- | ---- | ---- | ---- | ---- | ---- | ---- | ---- |
| 167  | ↘149 | ↗153 | ↗159 | ↘145 | ↘136 | ↘133 | ↘129 | ↘115 | ↘112 |
| 2007 | 2008 | 2009 | 2010 | 2011 | 2012 | 2013 |      |      |      |
| ↘110 | ↘96  | ↘89  | ↘81  | ↘80  | ↘73  | ↘68  |      |      |      |

## Инфраструктура
В посёлке есть индивидуальные предприниматели, ведущие сельское хозяйство, охоту и предоставляющие услуги в этих областях. Основной вид деятельности — выращивание зерновых, технических и прочих сельскохозяйственных культур. Ввиду малочисленности населения, почтовое отделение, школа и поликлиника, обслуживающие село Малая Повалиха, находятся в селе Журавлиха. Большинство коммунальных, государственных и прочих услуг жители посёлка получают там же.
Транспорт
Село соединяет с районным и областным центром федеральная автомагистраль Р-256 Чуйский тракт (Новосибирск—Бийск—Монголия) и региональная автодорога Журавлиха — Березовка — Малая Повалиха. Ближайшая крупная железнодорожная станция Алтайская находится в городе Новоалтайск.